# Camille Polloni
Camille Polloni est une journaliste française.
Elle travaille depuis 2020 pour Mediapart après avoir exercé à Les Jours, aux Inrockuptibles et à Rue89. Ses sujets de prédilection sont les libertés publiques, l’antiterrorisme, le maintien de l’ordre et la contestation.

## Biographie

### Jeunesse et études
Camille Polloni se découvre une passion pour les enquêtes en 1995, alors qu’elle voit les derniers instants de Khaled Kelkal à la télévision. Le terroriste, responsable de la vague d'attentats commise en France durant l’été, est à terre quand un gendarme crie à son collègue : « Finis-le, finis-le. » Elle a « neuf ans et rêve d’enquêter sur sa mort. Ce n’est pas l’amour de l’écriture qui [l’a] amenée au journalisme, mais le goût de chercher. » 
Elle étudie à l’Institut d’études politiques de Bordeaux de 2003 à 2008 et à l’École supérieure de journalisme de Lille (ESJ) de 2007 à 2009. 

### Carrière professionnelle
Diplômée de l’ESJ Lille en 2009, Camille Polloni est recrutée en CDI au service société des Inrockuptibles où elle fait ses premières enquêtes, notamment sur l’affaire d’espionnage chez Renault et l’affaire de Tarnac,.
En juillet 2012, elle quitte les Inrockuptibles pour le service police/justice de Rue89 où elle rêvait de travailler quand elle était à l’école,. À la suite de la publication d'un article, elle rencontre Frédéric Lauféron, directeur de l’Association de politique criminelle appliquée et de réinsertion sociale (Apcars). Ils prévoient un reportage sur la structure qui gère des centres d'hébergement et de réinsertion sociale, mais le projet évolue quand elle rencontre Alain, un détenu en semi-liberté. Elle le suit pendant neuf mois, assistant aux entretiens avec son assistante sociale. Elle en tire son premier livre, publié en 2015 par la nouvelle maison d’édition Premier Parallèle : La Lente évasion. Alain, de la prison à la liberté,,.
Au début de l’année 2016, elle quitte Rue89 pour intégrer l’équipe du site d’information Les Jours à son lancement. Elle travaille notamment sur l’état d’urgence, la mobilisation contre la loi travail, la justice antiterroriste, les manifestations de policiers et leurs procès, Aulnay-sous-Bois, le contrôle des comptes publics, la police financière et les services d'urgences des hôpitaux.
Le 11 janvier 2019, elle reçoit le prix éthique de l’association Anticor « pour ses saines Obsessions, séries publiées sur lesjours.fr, sur les affaires judiciaires et la mise en place du Magouillotron. Selon l’association, elle rappelle, avec pertinence, les enjeux financiers des principales affaires et dénoncent la lenteur de la justice »,,,.
Camille Polloni rejoint en 2020 Mediapart.

### Fichée illégalement par le renseignement militaire
En 2011, alors qu’elle travaille déjà pour Rue89, elle demande à la CNIL de lui transmettre tous les fichiers de la police et des renseignements la concernant. Elle le fait « pour l’expérience » mais aussi pour « vérifier quel accès ont les Français aux fichiers de renseignement et [… s]’assurer qu’aucune surveillance n’a porté atteinte au secret de [ses] sources. » 
Le processus est long et en novembre 2016, elle est convoquée à une « audition préalable » puis l’année suivante, le Conseil d’État rend un arrêt reconnaissant que des données illégales figurent dans un fichier des renseignements militaires et ordonnant à la ministre de les effacer. Il lui est par ailleurs impossible d’accéder à ces informations,.

## Publication
- Camille Polloni, La lente évasion : Alain, de la prison à la liberté, mars 2015, 158 p. (ISBN 979-10-94841-00-6, BNF 44351165).

## Distinction reçue
- Prix éthique de l’association Anticor[10].